# Ballade (高中正義のアルバム)
『Ballade』（バラード）は、日本のギタリストである高中正義が1991年7月26日にリリースしたカバー・アルバムである。

## 解説
高中初のカバー・アルバムで、高中ソロデビュー20周年企画の一環としてリリースされた。
レコーディングに坂本龍一や小曽根真、井上陽水が参加している。

## 収録曲
| #         | タイトル                          | 作詞      | 作曲                        | 編曲             | 時間 |
| --------- | --------------------------------- | --------- | --------------------------- | ---------------- | ---- |
| 1.        | 「Stardust」                      |           | H. Carmichael, M. Parish    | BAnaNa, 高中正義 | 5:26 |
| 2.        | 「Say It (Over And Over Again)」  |           | Frank Loesser, Jimmy Mchugh | 井上鑑, 高中正義 | 5:48 |
| 3.        | 「Calling You」                   |           | Bob Telson                  | 井上鑑, 高中正義 | 6:28 |
| 4.        | 「Nagisa '91」                    |           | 高中正義                    | 井上鑑, 高中正義 | 5:12 |
| 5.        | 「Cause We've Ended As Lovers」   |           | S. Wonder                   | BAnaNa, 高中正義 | 6:16 |
| 6.        | 「Amanatsu」                      |           | 高中正義                    | 井上鑑, 高中正義 | 6:50 |
| 7.        | 「Antonio's Song」                |           | Michael Franks              | BAnaNa, 高中正義 | 5:51 |
| 8.        | 「20th」                          |           | 高中正義                    | 高中正義, 井上鑑 | 6:50 |
| 9.        | 「Aubrey」                        |           | David Gates                 | BAnaNa, 高中正義 | 3:48 |
| 10.       | 「That's The Easy Part」          |           | Beth                        | 井上鑑, 高中正義 | 5:56 |
| 11.       | 「珊瑚礁の妖精 〜 Plastic Tears」 |           | 高中正義                    | 井上鑑, 高中正義 | 6:45 |
| 合計時間: | 合計時間:                         | 合計時間: | 合計時間:                   | 65:10            |      |

## 楽曲解説
1. Stardust
  - 作曲家のホーギー・カーマイケルが1927年に発表した楽曲のカバー。
2. Say It (Over And Over Again)
  - アメリカのサックス奏者であるジョン・コルトレーンが1962年に発表したアルバム『バラード』に収録されている楽曲のカバー。
3. Calling You
  - 1987年に公開された西ドイツ映画『バグダッド・カフェ』の劇中歌のカバー。原曲は、アメリカのシンガーソングライターであるボブ・テルソンが、1989年に発売されたアルバム『Bagdad Cafe』に収録されている。
4. Nagisa '91
  - 高中正義が1985年に発表したシングル「渚・モデラート」のセルフカバー。同年の11月6日に発売されたシングル「BALLADE 2U」のカップリングにも収録されている。
5. Cause We've Ended As Lovers
  - アメリカの歌手であるシリータ・ライトが1974年に発表したアルバム『スティーヴィー・ワンダー・プレゼンツ・シリータ』に収録されている楽曲のカバー。
6. Amanatsu
  - 高中正義が1977年に発表したアルバム『AN INSATIABLE HIGH』に収録されている楽曲「伊豆甘納豆売り」のセルフカバー。
7. Antonio's Song
  - アメリカのシンガーソングライターであるマイケル・フランクスが1977年に発表したアルバム『スリーピング・ジプシー』に収録されている楽曲のカバー。
8. 20th
  - 今作のために書き下ろされた楽曲。
9. Aubrey
  - アメリカのバンドであるブレッドが1973年に発表した楽曲のカバー。
10. That's The Easy Part
  - アメリカのシンガーソングライターであるベス・ニールセン・チャップマンが1990年に発表したアルバム『Beth Nielsen Chapman』に収録されている楽曲のカバー。
11. 珊瑚礁の妖精 〜 Plastic Tears
  - 「珊瑚礁の妖精」は、高中正義が1979年に発表したアルバム『JOLLY JIVE』に収録されている楽曲、「Plastic Tears」は、高中正義が1980年に発表したミニ・アルバム『FINGER DANCIN'』に収録されている楽曲をそれぞれメドレー形式でセルフカバーしたもの。

## 参加ミュージシャン
- Guitar：高中正義
- Guitar Technician：Kenzan Ohmura
- Synthesizer & Computer Programming：木本靖夫(OFFICE INTENZIO), 井上鑑

| Stardust - Voice：Wornell Jones Say It (Over And Over Again) - Strings：友田Group Calling You - Keyboards solo：坂本龍一 - Synthesizer/Hi-Hat Programming：坂本龍一 | Amanatsu - Chorus：井上陽水 Antonio's Song - A.Piano：小曽根真 |